# Albéniz (película)
Albéniz es una película argentina de 1947, dirigida por Luis César Amadori, protagonizada por Pedro López Lagar y Sabina Olmos. Estrenada en Buenos Aires el 4 de febrero de 1947. Ganadora del Cóndor de Plata como mejor película de 1948 y el actor Pedro López Lagar del premio al mejor actor.

## Sinopsis
La película está basada en la vida del compositor y pianista español Isaac Albéniz. En este relato Albéniz es representado desde que era un niño prodigio, tan talentoso que incluso se llega a decir que sus presentaciones eran un fraude. La película muestra también al niño como víctima de un padre tiránico, que intenta realizar sus propios deseos a través de su hijo. Para escapar de la presión de su padre, Albéniz huyó de su casa, primero hacia América del Sur y luego a Estados Unidos. La vida personal del músico estaba marcada por tumultuosos romances.
Albéniz volvió a España, pero obtuvo una beca en el Conservatorio de Bruselas otorgada por el rey Alfonso XII, pero una vez más el foco de su atención estuvo puesto en las mujeres, antes que en la música. El músico alcanzó fama internacional mediante conciertos que él mismo financiaba, obteniendo gran cantidad de premios.

## Reparto
Participaron del filme los siguientes intérpretes:
- Pedro López Lagar (Isaac Albéniz)
- Sabina Olmos
- Marisa Regules
- Pedro Aleandro
- Amadeo Novoa
- Andrés Mejuto
- Mercedes Díaz
- Susana Canales
- Federico Mansilla
- Eduardo Otero
- María Esther Podestá
- Lilian Valmar
- Berta Ortegosa
- Adolfo Linvel
- Miriam Sucre
- Pastora Soler
- César Fiaschi
- Eugenio Nigro
- Vicente Climent
- José María Gutiérrez
- Mario Cossa
- Arsenio Perdiguero
- Alfredo Prez
- Alfredo Alaria
- José Maurer
- Roberto Bordoni
- Paquita Más
- Herminio Baggini

## Premios
- Premios Cóndor de Plata (1948): mejor película.[1]